# Селенид димышьяка
Селенид димышьяка — бинарное неорганическое соединение
мышьяка и селена с формулой As2Se,
чёрные кристаллы,
не растворяется в воде.

## Физические свойства
Селенид димышьяка образует чёрные кристаллы.
Не растворяется в воде.